# Boží Dar
Boží Dar település Csehországban, a Karlovy Vary-i járásban. Boží Dar Breitenbrunn/Erzgeb., Potůčky, Pernink, Jáchymov, Abertamy és Oberwiesenthal településekkel határos. Lakosainak száma 263 fő (2024. január 1.).

## Népesség
A település lakosságának változását az alábbi diagram mutatja:
| Lakosok száma | 2194 | 2224 | 1913 | 341  | 128  | 204  | 236  | 253  | 201  | 263  |
|               | 1869 | 1900 | 1921 | 1961 | 1980 | 2012 | 2016 | 2019 | 2021 | 2024 |